# Genysa
Genysa es un género de arañas migalomorfas de la familia Idiopidae. Se encuentra en Madagascar. 

## Lista de especies
Según The World Spider Catalog 11.5:
- Genysa bicalcarata Simon, 1889
- Genysa decorsei (Simon, 1902)